# Вількау-Гаслау
Вількау-Гаслау (нім. Wilkau-Haßlau) — місто в Німеччині, розташоване в землі Саксонія. Входить до складу району Цвікау.
Площа — 12,70 км2. Населення становить 9531 ос. (станом на 31 грудня 2020).